# Петров Віталій Опанасович
Петров Віталій Опанасович (нар. 14.01.1938, Сталіне) — видатний український тренер сучасності зі стрибків із жердиною.

## Сторінки тренерського шляху

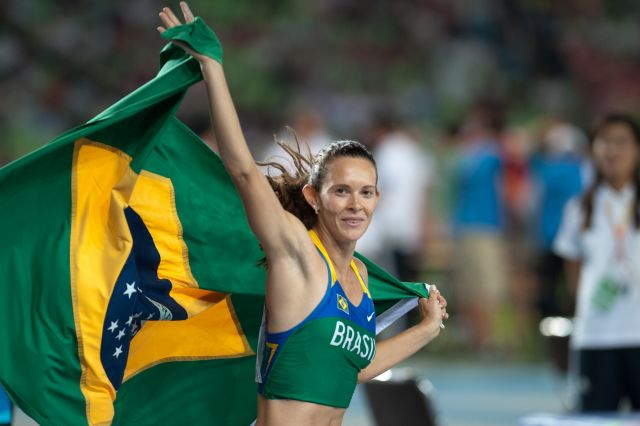
Бразильська стрибунка Фабіана Мурер, найновіша чемпіонка під орудою В. Петрова

Віталій Петров перший тренер українського легкоатлета Сергія Бубки, якого почав тренувати в 11-літньому віці (з 1974 року), протягом 16 років до 16 червня 1990.
Також тренував італійця Джузеппе Гібіліско (2003—2007 і 2011) і росіянку Олену Ісинбаєву (2005—2010).
Головний тренер в Центрі зі стрибків із жердиною у м. Формія, Італія.
У 2007 році отримав нагороду Міжнародної асоціації легкоатлетичних федерацій ІААФ — Премію Тренера (англ. IAAF Coaches’ Award) за досягнення з Оленою Ісинбаєвою .
У 2010 році почав тренувати в Італії бразильську легкоатлетку Фабіана Мурер, яка стала четвертою стрибункою з жердиною доведеною до світового чемпіонства Віталієм Петровим.
За час тренерської кар'єри тренував стрибунів і тренерів з Австралії, Бразилії, Аргентини, Мексики, Польщі тощо.
Станом на 2012 рік серед талановитих учнів Віталія Петрова є бразильський стрибун Фабіо Гомес де Сільва.

## Досягнення
| Атлет              | рік  | змагання         | місце     | подія              | результат | висота | примітки |
| ------------------ | ---- | ---------------- | --------- | ------------------ | --------- | ------ | -------- |
| Сергій Бубка       | 1983 | Чемпіонат світу  | Гельсінкі | стрибки з жердиною | 1         | 5.70 м |          |
| Сергій Бубка       | 1987 | Чемпіонат світу  | Рим       | стрибки з жердиною | 1         | 5.85 м |          |
| Сергій Бубка       | 1988 | Олімпійські Ігри | Сеул      | стрибки з жердиною | 1         | 5.90 м |          |
| Джузеппе Гібіліско | 2003 | Чемпіонат світу  | Париж     | стрибки з жердиною | 1         | 5.90 м |          |
| Джузеппе Гібіліско | 2004 | Олімпійські Ігри | Афіни     | стрибки з жердиною | 3         | 5.85 м |          |
| Олена Ісинбаєва    | 2005 | Чемпіонат світу  | Гельсінкі | стрибки з жердиною | 1         | 5.01 м |          |
| Олена Ісинбаєва    | 2007 | Чемпіонат світу  | Осака     | стрибки з жердиною | 1         | 4.80 м |          |
| Олена Ісинбаєва    | 2008 | Олімпійські Ігри | Пекін     | стрибки з жердиною | 1         | 5.05 м |          |
| Фабіана Мурер      | 2011 | Чемпіонат світу  | Тегу      | стрибки з жердиною | 1         | 4.80 м | [ 7 ]    |